# Meerpfau
Der Meerpfau (Thalassoma pavo) ist eine Art der Lippfische (Labridae).

## Verbreitung
Der Meerpfau ist im kompletten Mittelmeer heimisch mit Ausnahme der nördlichen Adria und Teilen der nördlichen Gebiete des westlichen Beckens. Im Süden des Mittelmeers ist der Meerpfau häufiger anzutreffen als im Norden. Im Ostatlantik kommt er bis in den Golf von Guinea nördlich von Cap Lopez und an den Küsten der Azoren, Madeiras, der Kanarischen Inseln, São Tomés und Annobóns vor. Im Vergleich der letzten ein bis zwei Jahrzehnte sieht man eine Verschiebung der Verbreitung vom subtropischen Bereich nach Norden hin, sodass der Meerpfau nun im ganzen nordwestlichen Teil des Mittelmeers vorkommt.
Der Meerpfau hält sich am liebsten über Felsgrund und in Seegraswiesen auf, denn hier findet er genügend Versteckmöglichkeiten. Er kommt von Flachwassergebieten bis in Tiefen von bis zu 150 m vor, hält sich aber meist im Bereich der oberen 20 m auf. Der Meerpfau bewohnt aber neben Küstengewässern mit Felsen auch vom Menschen beeinflusste Ökosysteme wie Schiffswracks oder Anlegestege (Pollard & Alfonso 2010). Im Sommer besetzen die Männchen weitläufige Territorien an felsigen Küsten. Im Gegensatz zu seinem nahen Verwandten, dem Meerjunker (Coris julis), bevorzugt der Meerpfau noch wärmeres Wasser.

## Merkmale
Der Meerpfau wird im Durchschnitt etwa 15 bis 20 cm groß, die Maximalgröße liegt bei 25 cm. Er hat einen schlanken Körper und weist einen starken Geschlechtsdimorphismus auf. Er hat einen abgerundeten Kopf mit einem endständigen Maul.

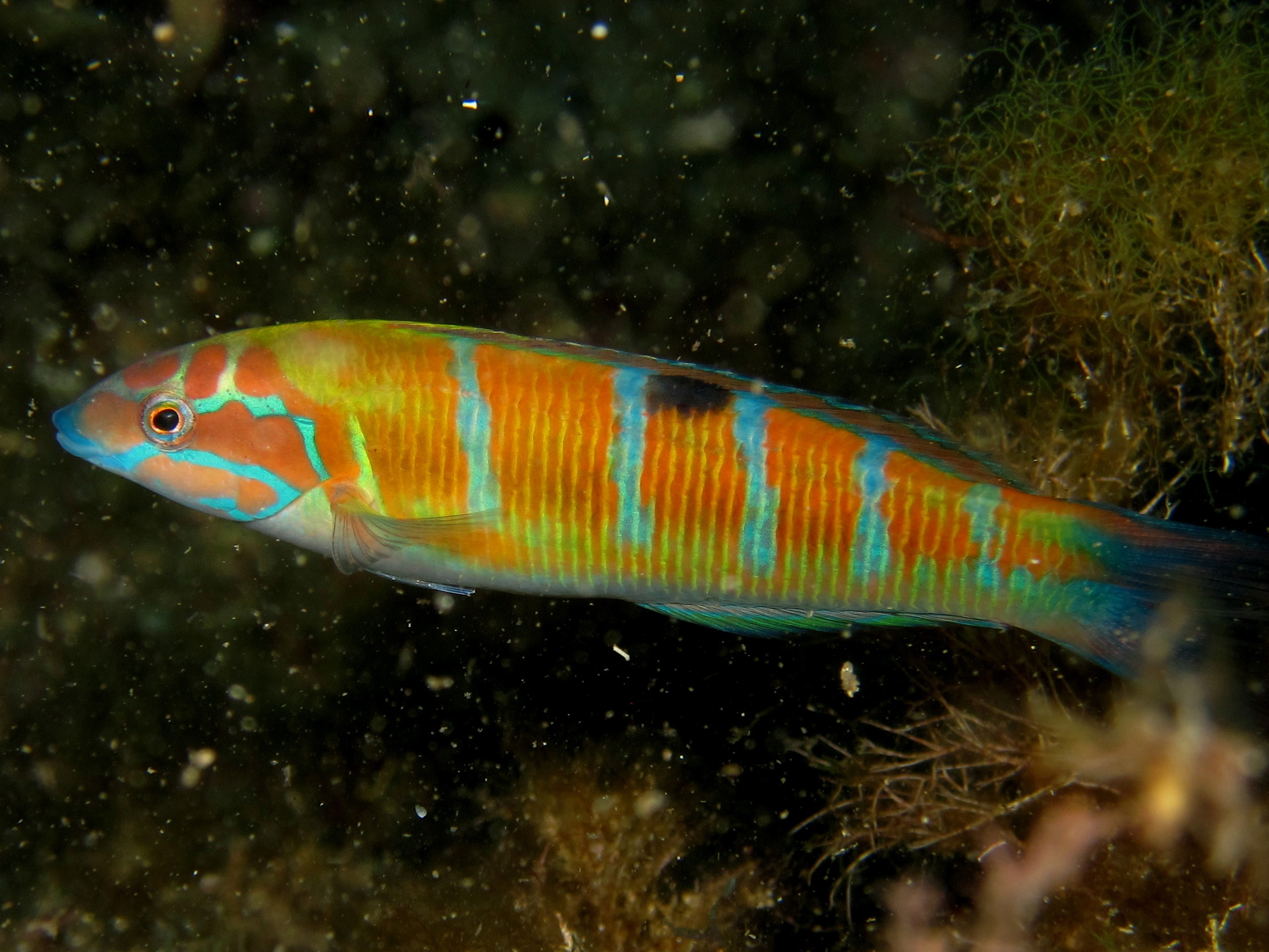
Weibchen

Charakteristisch für seine Grundfärbung oder auch Anfangsfärbung, die nur die Weibchen zeigen, sind das blaue, ornamentartige Muster auf dem Kopf und fünf bläulich-grüne vertikale Streifen an den Körperseiten. Die Grundfarbe des Meerpfaus ist Bronze bis Goldgelb mit einem grünlichen bis orangen Ton, der individuell unterschiedlich ist. Außerdem besitzt der Meerpfau einen gut sichtbaren schwarzen Fleck auf dem Rücken in der Mitte der Rückenflosse, der von beiden Seiten gut zu erkennen ist. Die Schwanzflosse ist sichelförmig, die Flossenstrahlen sind also an beiden Enden verlängert. Bei Männchen sind die äußeren Strahlen der Schwanzflosse noch deutlicher fadenförmig verlängert. Die Einbuchtung der Flosse ist vor allem bei älteren Individuen besonders gut zu erkennen.
Die Jugendfärbung ist an der grünen Grundfarbe des Körpers erkennbar. Der schwarze Rückenfleck ist sehr auffällig und seine Färbung reicht weit in die Rückenflosse hinein. Der Rand der Schwanzflosse ist noch deutlich abgerundeter als bei den adulten Tieren. Die Übergangsfärbung der größten Weibchen, die in Kürze den Geschlechtswechsel vollziehen, wird durch den verblassenden Rückenfleck charakterisiert. Erst danach ändert sich die übrige Körperzeichnung.
Ab einer Länge von etwa 90 bis 120 mm wechseln alle Weibchen ausnahmslos ihr Geschlecht. Bei den entstandenen Männchen erfolgt nach dem Geschlechtswechsel ein Farbwechsel. Dieser hängt aber nicht direkt mit der Sexualinversion zusammen. Primärmännchen haben zu Beginn auch noch die Anfangsfärbung, die auch die Weibchen aufweisen. Sie ändern ihr Farbkleid erst mit einer Körperlänge von mehr als 130 mm. Somit weisen sowohl alle Sekundärmännchen als auch alle Primärmännchen, die größer als 130 mm sind, das Prachtkleid auf.

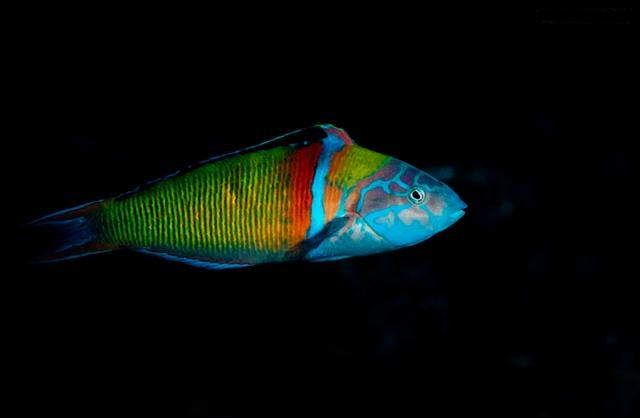
Männchen

Die Färbung der Männchen wird von einem breiten blaugrünen Streifen hinter dem Kopf dominiert. Dieser ist das Unterscheidungsmerkmal zu den Weibchen und Jungfischen, die fünf grünblaue Querstreifen an den Seiten zeigen. Der Körper ausgewachsener Männchen ist massiver als der Körperbau von Weibchen und Jungtieren und die leierförmige Schwanzflosse ist stärker eingebuchtet. Ältere Männchen sind olivgrün bis grünblau gefärbt und weisen neben dem breiten blaugrün gefärbten Nackenband dicht hinter der Brustflosse ein weiteres Band mit rotbrauner Färbung auf. Der Kopf ist mit einem markanten rötlichen oder blauen Muster gefärbt. Spezifische Merkmale für die Gattung Thalassoma, in die der Meerpfau gehört, sind acht Stacheln in der Rückenflosse, 30 Schuppen in der Seitenlinie und labyrinthartige, blaue Streifen am Kopf.

## Lebensweise
Der Meerpfau ist ein emsiger Dauerschwimmer, der seine Umgebung ständig allein, in kleinen oder größeren Gruppen nach Fressbarem  durchsucht. Die Fische fressen kleine Krebstiere, Schnecken und Muscheln. Zum Schlaf graben sie sich mit schnellen Schwanzflossenschlägen in den Sand ein. Meerpfaue betreiben keine Brutpflege und sind Freilaicher, die zur Fortpflanzung ins offene Wasser schwimmen und dort ihre Keimzellen abgeben. Die Eier treiben als Teil des Plankton fort. Zur Nahrungssuche bilden Jungfische und Weibchen oft größere Gruppen, sogenannte Nahrungsgemeinschaften.

## Ernährung
Bevorzugt ernährt sich der Meerpfau von kleinen Krebsen und Weichtieren wie Schnecken und Muscheln. Jungtiere zeigen auch ein Verhalten, das man von Putzerfischen kennt, denn sie putzen größere Fische und ernähren sich von deren Parasiten.

## Fortpflanzung und Balzverhalten
Eine Besonderheit des Meerpfaus ist, dass er ein protogyner Hermaphrodit ist (Pollard & Alfonso 2010). Diese Art von Zwittern durchläuft eine protogyne Geschlechtsentwicklung. Dies bedeutet, dass im Laufe der Entwicklung ein Geschlechtswechsel vom Weibchen zum Männchen stattfindet. Diese Männchen werden „Super-Männchen“ genannt, sie weisen ähnliche morphologische Charakteristika wie der Meerjunker auf.
Super-Männchen entstehen, wenn in Gruppen aus vielen Weibchen und einem Männchen das Männchen wegfällt. Dann wandelt sich eines der stärksten Weibchen zu einem neuen Männchen um. Der Geschlechtswechsel beginnt frühestens Ende Juli, meist aber Anfang bis Mitte August. Meerpfau-Weibchen mit Intermediärgonaden (eine Mischform weiblicher und männlicher Geschlechtsdrüsen) wurden im Juli vereinzelt gefangen und Mitte August wurden die meisten Individuen gefangen. Ende September gab es überhaupt keine Weibchen mit Intermediärgonaden mehr. Der Vorgang der Geschlechtsumwandlung an sich dauert nur etwa drei bis sechs Wochen.
Die reproduktive Phase des Meerpfaus lässt sich in drei Bereiche einteilen. Von Mai bis Ende Juni besetzen die Männchen ihre Territorien und werben um Weibchen. Bis Ende August findet die Paarungsphase statt, in der die Fische im Freiwasser ablaichen. Die Männchen verbleiben aber noch bis Mitte Oktober in ihren Revieren. Das Ablaichen erfolgt entweder in Paaren oder in Gruppen. Im Ablaichverhalten von Paaren gibt es vier unterschiedliche Phasen. In der Annäherungsphase findet das Balzverhalten in einem ganz bestimmten Teil des Territoriums des dominanten Männchens statt, um den das Männchen in elliptischen Runden umherschwimmt. Das Balzritual beginnt, wenn ein Weibchen in das Revier kommt. Dann vollführt das Männchen schnelle Kreisbewegungen über dem Weibchen und schlägt mit der Schwanzflosse hin und her. In der Akzeptanzphase folgt das Weibchen dem Männchen, das immer noch etwa 1 m über ihr schwimmt. In der darauf folgenden Aufstiegsphase bewegt sich das Weibchen schneller und nähert sich dem Männchen, bis beide zusammen nach oben schwimmen. Anfangs bewegen sie sich noch synchronisiert, aber gegen Ende des Aufstiegs schnellen sie innerhalb von Sekunden in Richtung der Wasseroberfläche. Am Ende des Aufstiegs beginnt die Phase des Ablaichens. Die Tiere positionieren sich mit ihren Genitalöffnungen zueinander, damit die Keimzellen, die Gameten, freigesetzt werden können. Im Anschluss daran schwimmt das Weibchen schnell wieder nach unten, während das Männchen noch einige Zeit in der Wassersäule verbleibt. Recht analog dazu erfolgt das Ablaichen in der Gruppe, dessen erste Phase das Zusammenkommen der bis zu 40 Individuen ist. In der Vorbereitungsphase schwimmen die Fische wirr durcheinander; es ist kein Balzverhalten erkennbar. In der Aufstiegsphase schwimmen die kleinen Schulen von Fischen gemeinsam nach oben. In der letzten Phase erfolgt das Ablaichen nahe der Oberfläche. Die Tiere versuchen in dieser Phase möglichst nahe zusammen zu sein, wenn sie die Keimzellen abgeben. Direkt danach trennen sie sich wieder.

## Eier und Larven
Als Freilaicher betreiben Meerpfauen keine Brutpflege. In den Sommermonaten erfolgt das Ablaichen der Fische im Freiwasser (Pelagial), dort werden die Keimzellen gemeinsam abgegeben. Die entstehenden Eier sind planktisch. Auch die Larven sind pelagisch, dies bedeutet, dass Eier und Larven wie Plankton weit im Meer verbreitet werden, indem sie im Freiwasser mit den Meeresströmungen treiben.

## Systematik
Der Meerpfau wurde bereits 1758 durch Carl von Linné, den Begründer der biologischen Taxonomie, in seiner Systema Naturae als Labrus pavo beschrieben. Systematisch gehört der Meerpfau den Lippfischen (Labridae), welche die zweitgrößte Meeresfischfamilie ist. Sie umfasst etwa 520 Arten in über 65 Gattungen und ist damit unter den Rifffischen eine der größten Familien. Der Name Labridae kommt von lat. labrus (Lippen), welche ein markantes Merkmal einiger Arten dieser Familie darstellen. Charakteristisch für Lippfische ist eine einzelne Rückenflosse, mit einem längeren hartstrahligen Teil und einem kürzeren weichstrahligen Teil. Innerhalb dieser Familie gehört der Meerpfau zur Unterfamilie Julidinae (Junkerlippfische), wie die meisten Lippfische. Die Arten dieser Unterfamilie sind Riffbewohner.

## Nutzung und Handel
Der Meerpfau ist ein beliebter Aquarienfisch, da er nicht nur schön aussieht, sondern auch sehr einfach zu halten ist. Gefangen wird der Meerpfau mit beköderten Reusen. Er wird vor Ort nur im östlichen Mittelmeer und auf den makaronesischen Inseln gefangen und vor allem an den Aquarienhandel weiterverkauft. Außer dem genannten lokalen Fischfang ist der Meerpfau keinen größeren Gefahren ausgesetzt.

## Schutzstatus
Der IUCN Rote-Liste-Status von Thalassoma pavo ist „least concern“, also nicht bedroht. Zur Population im Nordost-Atlantik gibt es zwar keine spezifischen Daten, aber da alle anderen Meerpfau-Populationen stabil sind, wird die Art als nicht gefährdet eingestuft.